# Square Antoine Vanlindt
Le square Antoine Vanlindt, parfois orthographié Van Lindt, est une place bruxelloise de la commune d'Auderghem dans le quartier du Transvaal.

## Historique et description
Cette place est au cœur de cette cité-jardin.
Les quatre rues et le square reçurent leur nom le 4 décembre 1922, d'après des victimes de la guerre[réf. nécessaire].